# Daniel Rogers
Daniel Rogers, född 3 januari 1754 i Accomac County i Virginia, död 2 februari 1806 i Milford i Delaware, var en amerikansk mjölnare och politiker (federalist). Han var Delawares guvernör 1797–1799. Hans förfäder kom till Virginia från England år 1665.
Rogers flyttade omkring 1775 till Delaware. Han gifte sig 1778 med Esther O. Crapper. Paret fick fem barn. Efter den första hustruns död gifte han om sig med Nancy Russum och fick sju barn till.
Rogers var talman i Delawares senat 1793–1797. Guvernör Gunning Bedford avled 1797 i ämbetet och efterträddes av Rogers. Han efterträddes i sin tur i januari 1799 av Richard Bassett.
Rogers var episkopalian. Hans gravplats flyttades 1917 från Rogers hus tomtmark till Odd Fellows Cemetery i Milford, Delaware.